# Familia Strauss
Familia Strauss este o familie vieneză care a dat numeroși muzicieni compozitori de vals.
- Johann Strauss I (1804–1849)
- Johann Strauss al II-lea (1825–1899), care este cel mai cunoscut
- Josef Strauss (1827-1870), al doilea fiu al lui Johann Strauss I
- Eduard Strauss (1835-1916), al patrulea fiu al lui Johann Strauss I
- Johann Strauss al III-lea (1866-1939), fiul lui Eduard Strauss
- Eduard Strauss al II-lea (1910-1969), nepotul lui Eduard Strauss, nepotul de unchi al lui Johann III

## Televiziune
- Familia Strauss (serial TV), (The Strauss Family) - este un serial englez de televiziune în 8 episoade din 1972.

## Galerie de imagini

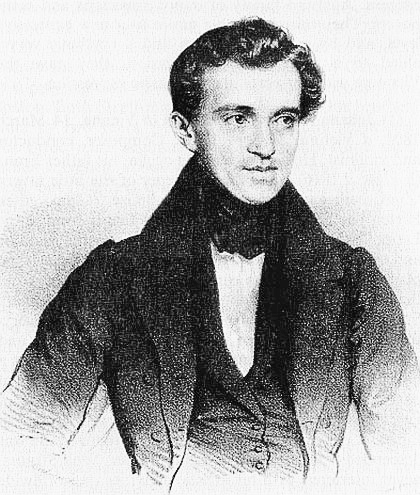
Johann Strauss (tatăl)
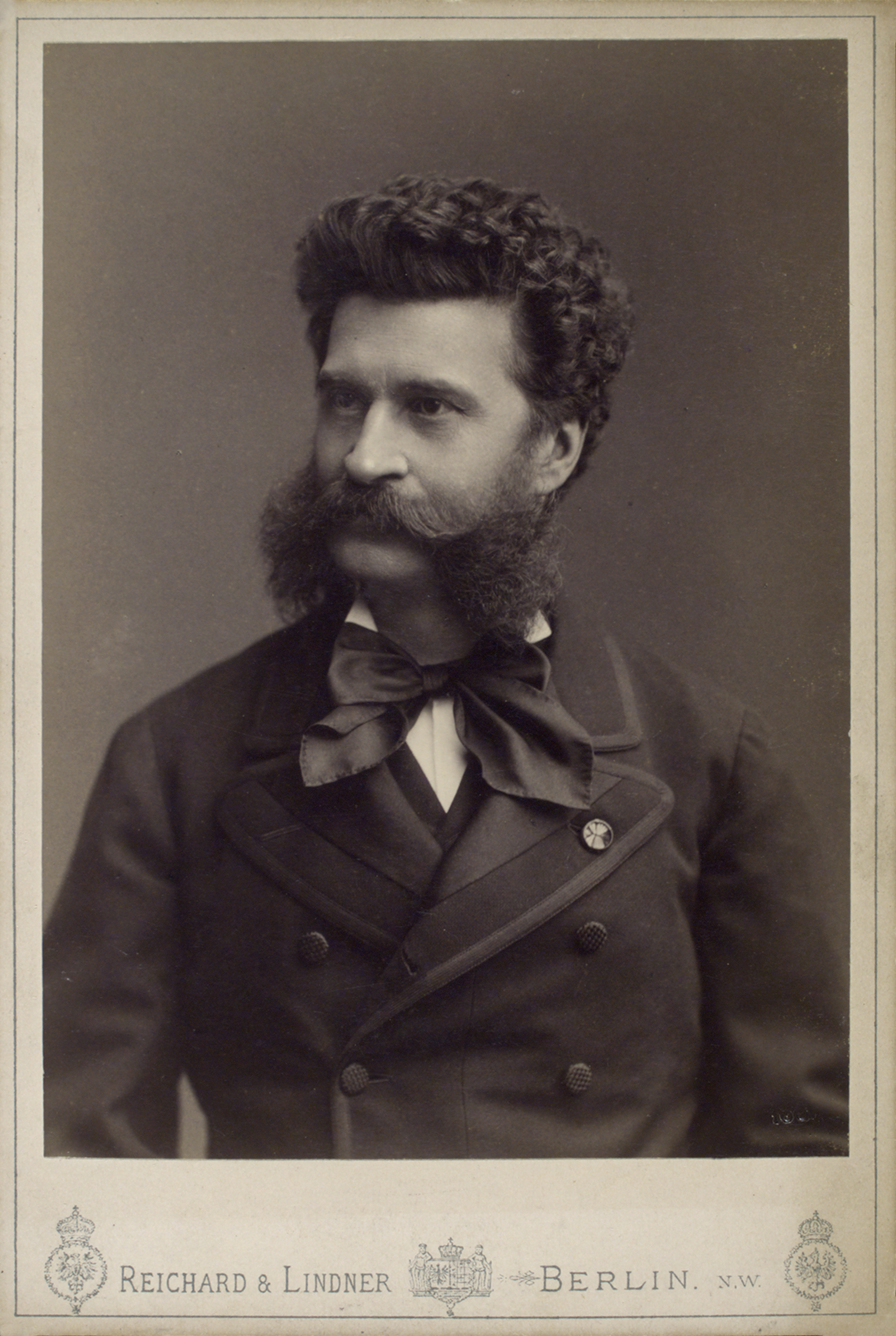
Johann Strauss (fiul)
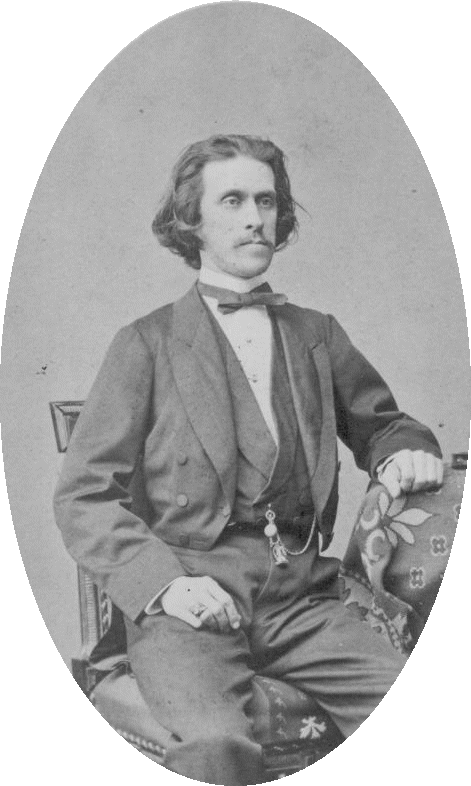
Josef Strauss
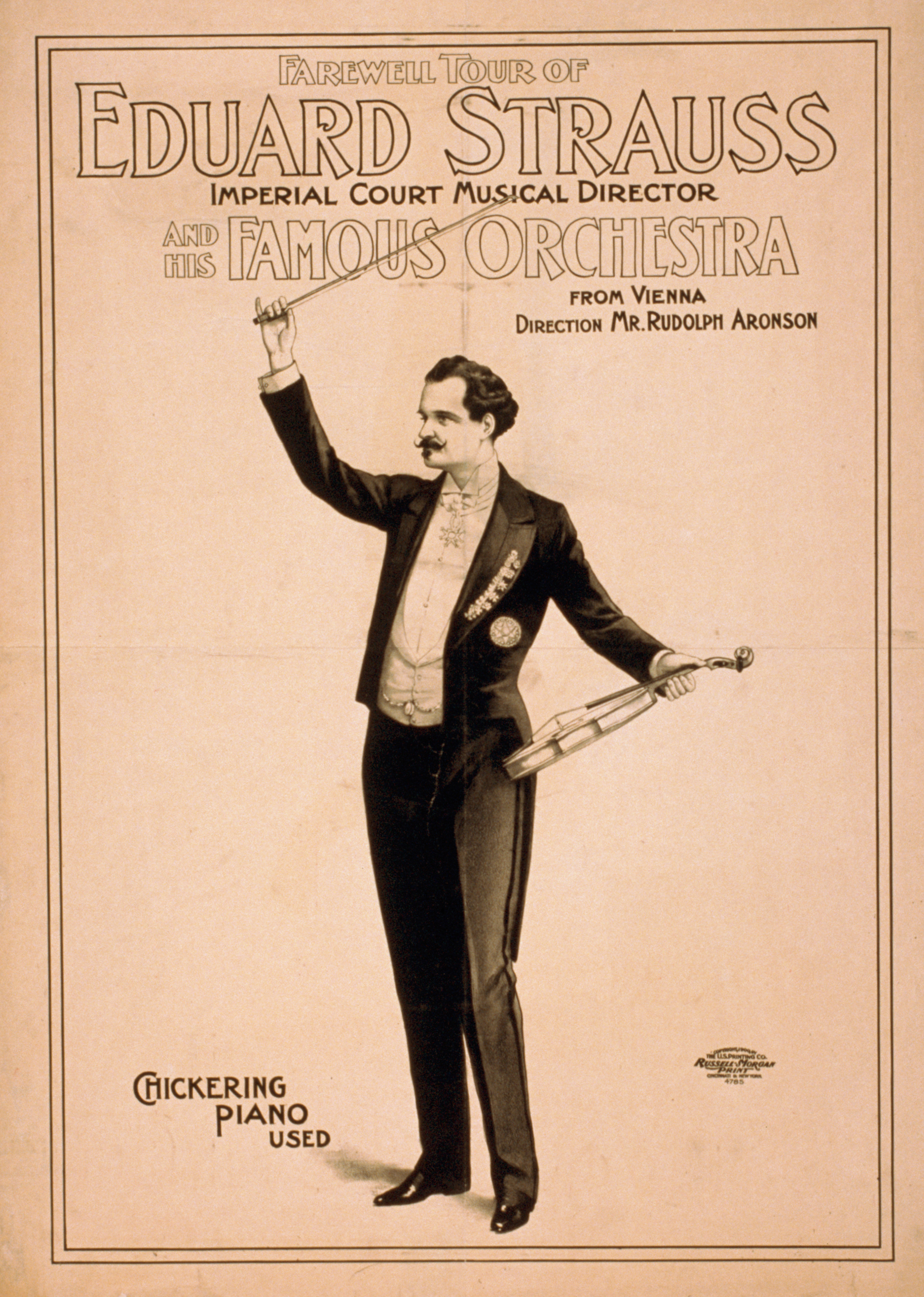
Eduard Strauss